# Warnołęka
Warnołęka [varnɔˈwɛnka] là một ngôi làng thuộc khu hành chính của Gmina Nowe Warpno, thuộc Hạt cảnh sát, West Pomeranian Voivodeship, ở tây bắc Ba Lan, gần biên giới Đức. Nó nằm khoảng 7 kilômét (4 mi)   về phía đông của Nowe Warpno, 23 km (14 mi) phía tây bắc của Cảnh sát, và 35 km (22 mi) phía tây bắc của thủ đô khu vực Szczecin. 

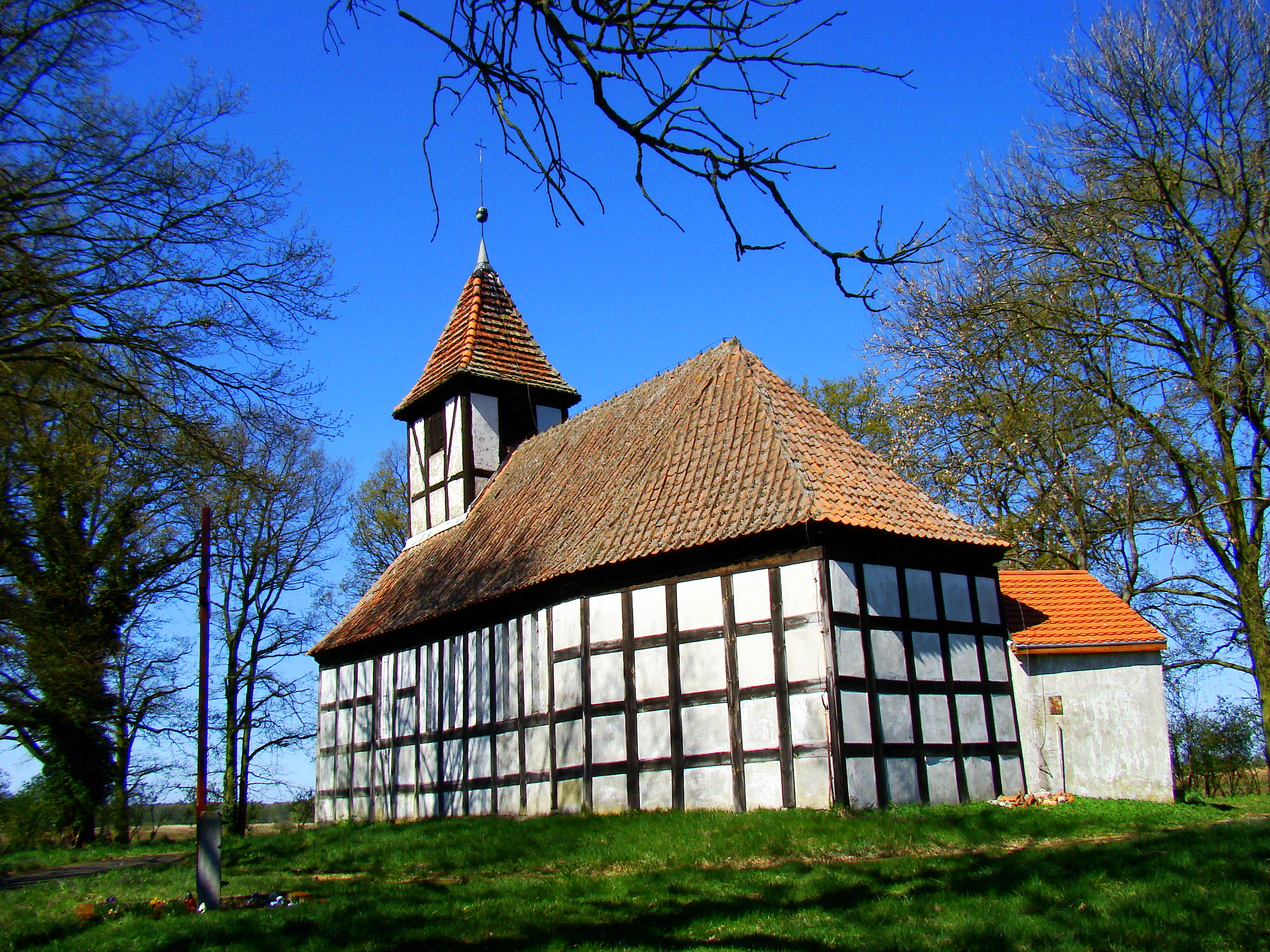
Nhà thờ Đức Mẹ Częstochowa tại Warnołęka